# Luna Seaways
Il Luna Seaways è un traghetto appartenente alla compagnia di navigazione danese DFDS.

## Servizio
Varato il 13 novembre 2020 nel cantiere navale Guangzhou Shipyard International di Guangzhou con il nome di Luna Seaways e consegnato il 18 febbraio 2022 alla DFDS, salpa il 4 marzo da Guangzhou per Klaipėda, dove giunge nella serata del 21 aprile.
Il 29 aprile 2022 prende servizio nei collegamenti tra Klaipėda e Karlshamn, dove opera tutt'oggi, in concorrenza con il Robin Hood di TT-Line.
Dal 5 al 7 settembre 2024 esegue una traversata tra Klaipėda e Kiel.
Il 4 novembre 2024 entra in collisione con una barca a vela al largo di Hanö.
Nel giugno del 2025 si scambia con il gemello Aura Seaways e viene trasferito nei collegamenti tra Klaipėda e Kiel.

## Navi gemelle
- Aura Seaways